# Jurovo
Jurovo – wieś w Chorwacji, w żupanii karlowackiej, w gminie Žakanje. W 2011 roku liczyła 84 mieszkańców.